# ویلاچیدرو
ویلاچیدرو (به ایتالیایی: Villacidro) یک کومونه در ایتالیا است که در استان مدیو کامپیدانو واقع شده‌است.

## خصوصیات
ویلاچیدرو ۱۸۳٫۵۵ کیلومترمربع مساحت و ۱۴٬۵۳۴ نفر جمعیت دارد و ۴۵۶ متر بالاتر از سطح دریا واقع شده‌است.